# Joseph Franz Kaiser
Joseph Franz Kaiser (11. marts 1786 i Graz – 19. september 1859 i Graz) var en officer, bogbinder, litograf og forlægger fra Østrig. I 1806 blev han optaget som medlem af Graz' militære kavaleri og blev udnævnt til officer i 1808.
Den 29. marts 1810 fik han næringsbrev til egen bogbindervirksomhed i Graz, og han fik 12. juli 1814 borgerskab på baggrund af sin militære karriere. Kaiser var meget fantasifuld som forretningsmand, og han udvidede sine aktiviteter, bl.a. med salg af brevpapir. Dette førte til en anklage for ulovlig handelsvirksomhed.   